# École de physique des Houches
La École de Physique des Houches (en francés: Escuela de Física de Les Houches) es una escuela de verano fundada en 1951 en Les Houches (Alta Saboya, Francia) por la entonces joven física francesa Cécile DeWitt-Morette. En ella, investigadores de renombre en física forman a jóvenes investigadores de todo el mundo en distintas ramas de la física.
La escuela fue creada inicialmente para acercar la física moderna a los estudiantes franceses que, tras salir de la Segunda Guerra Mundial, tenían grandes carencias en esta rama. Con el paso de los años, la escuela se abrió a diferentes ramas de la física y en la actualidad aborda temas nuevos y de actualidad científica cada año.
Varios de sus alumnos han recibido a lo largo de los años reconocimientos tales como el premio Nobel de física o la medalla Fields.

## Historia
En 1951, la joven física francesa Cécile DeWitt-Morette se casó con el físico estadounidense Bryce DeWitt. Fue entonces cuando se plantearon el objetivo de la reconstrucción de la investigación y de la educación científica en Francia, devastada por la Segunda Guerra Mundial. En aquel momento Francia estaba particularmente atrasada en el campo de la física moderna (física cuántica, teoría de la relatividad...).
Así, también en 1951, Cécile DeWitt-Morette funda con la ayuda de subvenciones del ministerio de Educación francés, la École de Physique des Houches, una escuela de verano situada a algunos kilómetros del municipio de Les Houches, en Alta Saboya, al pie del Mont Blanc. El tranquilo paisaje de la montaña era ideal para encontrar la paz necesaria a un trabajo intelectual intenso. Si bien la situación geográfica era idílica, las condiciones de vida en las cabañas, típicas del pastizal alpino, eran más bien espartanas. La escuela proponía ocho semanas de cursos avanzados en física teórica a una treintena de estudiantes internacionales, mayoritariamente franceses y de otros países europeos, durante las vacaciones de verano universitarias. El primer curso fue impartido por el físico belga Léon van Hove y trataba sobre mecánica cuántica.
La escuela atrajo rápidamente a grandes nombres de la física moderna, como el italiano Enrico Fermi, el austríaco Wolfgang Pauli o los americanos Murray Gell-Mann y John Bardeen, así como a jóvenes por entonces desconocidos como el francés Philippe Nozières o el austríaco Walter Kohn. Varios de sus estudiantes, que en aquel momento se iniciaban en la investigación, terminaron ganando el premio Nobel, como Pierre-Gilles de Gennes, Georges Charpak o Claude Cohen-Tannoudji, o la medalla Fields como Alain Connes. Todos ellos reconocieron la importancia de la escuela en su trabajo.
En 1958, el recién creado Science Comittee de la OTAN tomó la escuela como modelo para muchas otras escuelas de verano por todo el mundo en su programa Advanced Study Institutes.
Desde 1968, la escuela es un Servicio Interuniversitario Común de la Universidad de Grenoble (antiguamente Universidad Joseph-Fourier - Grenoble-I) y el Instituto Politécnico de Grenoble.
Con el paso de los años, la escuela ha seguido las evoluciones de la ciencia y se ha abierto a ramas adyacentes a la física, como las matemáticas, las ciencias de la Tierra, la química o la biología. En 1977, se crea el «Centro de Física», que organiza conferencias más cortas y más especializadas a lo largo del año. En 1988, se crea la «Escuela doctoral», que ofrece formación a jóvenes investigadores en el transcurso de sus tesis, o incluso antes. Al mismo tiempo, la escuela fue mejorando sus condiciones de alojamiento con diferentes trabajos de renovación y expansión de las instalaciones.
En 2013, la escuela organizó su 100.ª escuela de verano, que tuvo como tema «La cosmología post-Planck».

## Funcionamiento

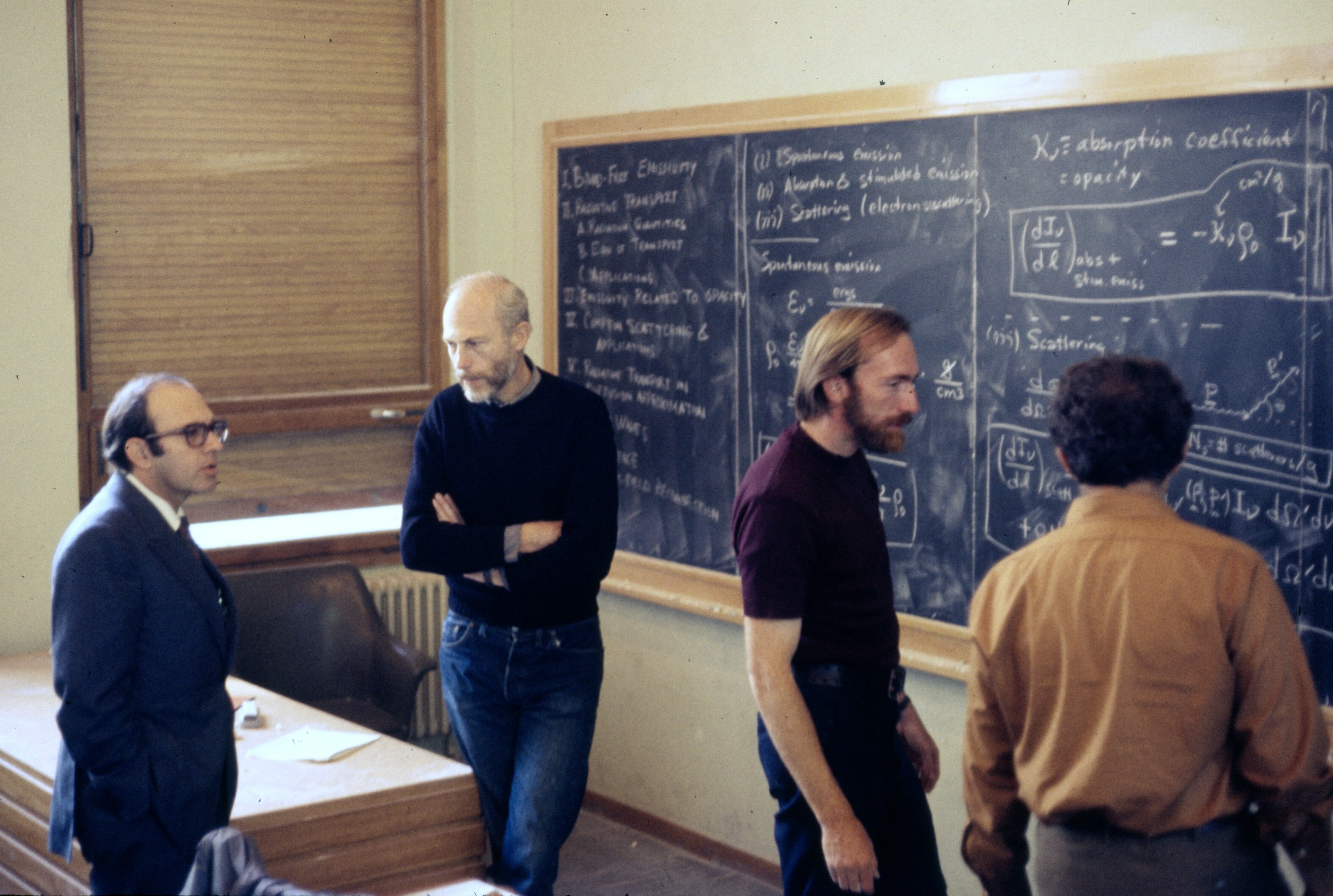
Discusión en la sala de conferencias principal durante el verano de 1972. De izquierda a derecha : Yuval Ne'eman, Bryce DeWitt y Kip Thorne.

### Dirección
La escuela está dirigida por un director general junto con un director adjunto. La responsabilidad científica de las actividades está compartida entre el director general y los directores científicos. Todas estas personas son nombradas durante cinco años por el consejo de administración y su presidente.
Directores generales
- Cécile DeWitt-Morette (1951-1972)
- Roger Balian (1972-1980)[8]
- Raymond Stora (1980-1987)[9]
- Jean Zinn-Justin (1987-1995)[10]
- François David (1996-2001)[11]
- Jean Dalibard (2001-2006)[12]
- Leticia Cugliandolo (2006-2017)
- Christophe Salomon (desde 2017)

### Consejo de administración
El consejo de administración está compuesto 17 miembros, de los cuales 7 son miembros natos. Los demás miembros se nombran por periodos de cuatro años.
Miembros natos
- Presidente de la Universidad de Grenoble (presidente del consejo).
- Presidente del Instituto Politécnico de Grenoble (vicepresidente del consejo).
- Representante de la Dirección general de investigación e innovación (DGRI) del Ministerio de Educación Nacional.
- Presidente de la Universidad de Saboya.
- Director de la Escuela Normal Superior de Lyon.
- Alto-comisario de energía atómica y energías alternativas.
- Director general del Centro Nacional para la Investigación Científica.

Personalidades científicas designadas
- 2 miembros nombrados por la Universidad de Grenoble.
- 1 miembro nombrado por el Instituto Politécnico de Grenoble.
- 3 miembros nombrados por el CNRS.
- 4 miembros nombrados por el presidente a propuesta del consejo de administración.

### Financiación
La escuela está subvencionada principalmente por la Universidad de Grenoble, así como por el Centro nacional para la investigación científica (CNRS) y el Alto comisionado de energía atómica y energías alternativas (CEA). Además, las diferentes sesiones tienen financiación propia.

## Cursos
La escuela propone tres tipos de cursos:
- Escuelas de verano: Hay dos escuelas de verano de una duración de cuatro a cinco semanas organizadas cada año durante las vacaciones de verano. Las sesiones están destinadas a los jóvenes investigadores de todas las nacionalidades de nivel científico elevado, a menudo en final de tesis o en postdoc. Les permiten profundizar sus conocimientos o iniciarse en un nuevo campo de investigación. Los cursos son impartidos por profesores prestigiosos y cada sesión da lugar a una conferencia destinada al gran público.

- Centro de física: Propone sesiones de una a dos semanas organizadas durante todo el año. Las sesiones reúnen a investigadores (teóricos y experimentales, jóvenes o experimentados) en torno a un tema común para intercambiar sus conocimientos y encontrar nuevos enfoques.

- Cursos doctorales: Reúnen a investigadores noveles, generalmente de doctorado o incluso de máster. Les permiten adquirir una cultura para ubicar su trabajo en un contexto más amplio.